# Școala portugheză de dresaj ecvestru

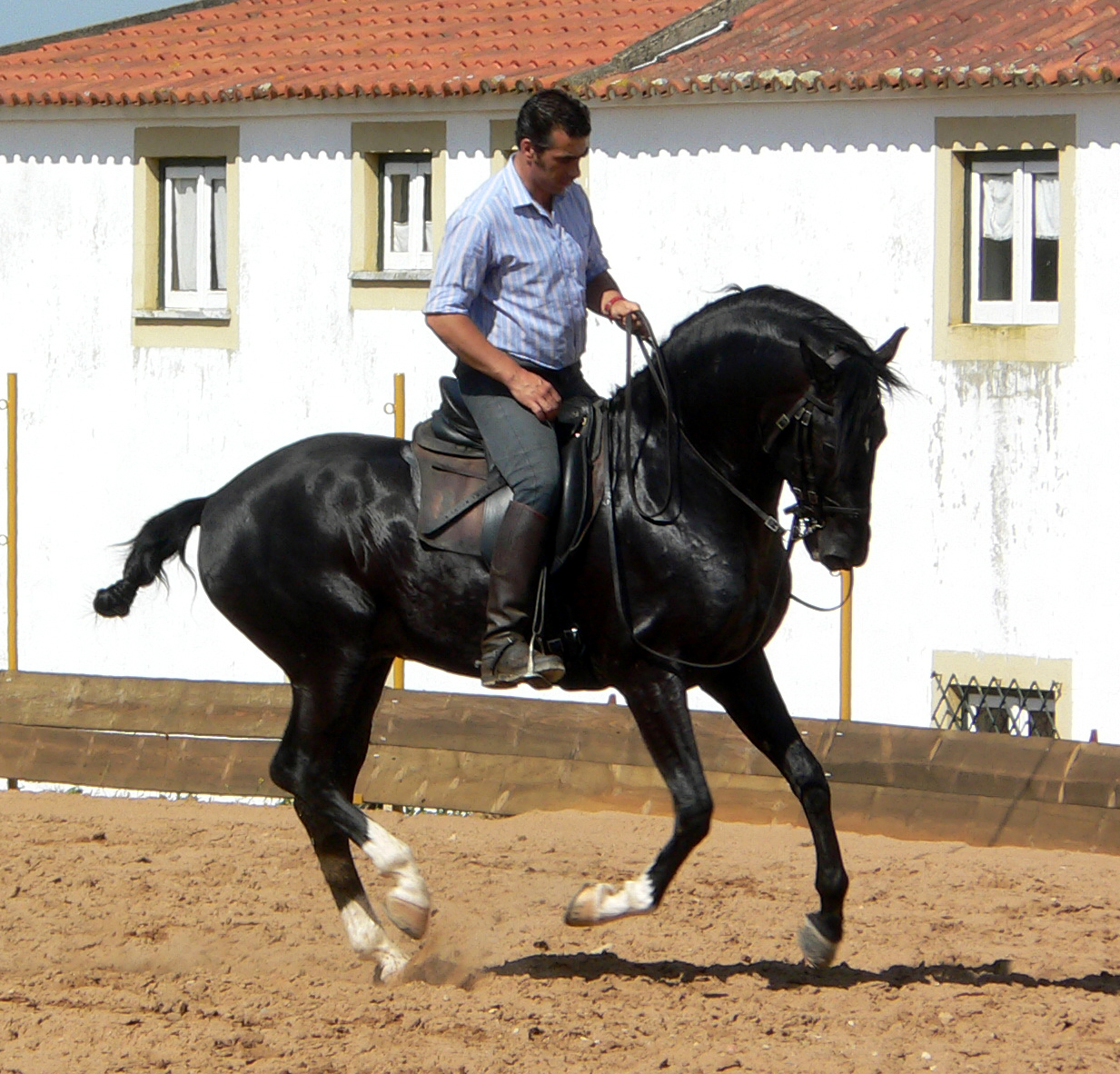
Lusitano dresaj

Școala portugheză de dresaj ecvestru (Escola Portuguesa de Arte Equestre) este una dintre școlile europene de dresaj clasic. A fost fondată în 1979, fiind situată în Queluz, Portugalia. Este strâns legată de calul de origine portugheză Lusitano.
Alte școli de dresaj clasic:
- Școala spaniolă de călărie de la Viena
- Cadre Noir la Saumur, Franța
- Școala regală andaluză de călărie (specializată în dresaj spaniol)

## Weblinkuri
- Websit oficial